# Liste der denkmalgeschützten Objekte in St. Kathrein am Hauenstein
Die Liste der denkmalgeschützten Objekte in St. Kathrein am Hauenstein enthält die denkmalgeschützten, unbeweglichen Objekte der Gemeinde St. Kathrein am Hauenstein im steirischen Bezirk Weiz.

## Denkmäler
| Foto |                 | Denkmal                                                                              | Standort                                                 | Beschreibung | Metadaten |
| ---- | --------------- | ------------------------------------------------------------------------------------ | -------------------------------------------------------- | --- | --- |
| ja   | Datei hochladen | Pfarrhof HERIS-ID: 87325 Objekt-ID: 101722                                           | St. Kathrein 52 Standort KG: St. Kathrein am Hauenstein  | Der Pfarrhof unterhalb der Kirche stammt aus dem Ende des 18. Jahrhunderts und weist stuckierte Fensterumrahmungen auf. Zeitweilig diente er als Sommersitz der Erzbischöfe von Wien. | BDA-Hist.: Q37719518 Status: § 2a Stand der BDA-Liste: 2025-06-30 Name: Pfarrhof GstNr.: .8 Pfarrhof Sankt Kathrein am Hauenstein                                                    |
| ja   | Datei hochladen | Kulturhaus (ehem. Pfarrheim) HERIS-ID: 87326 Objekt-ID: 101723                       | St. Kathrein 104 Standort KG: St. Kathrein am Hauenstein | | BDA-Hist.: Q37719547 Status: § 2a Stand der BDA-Liste: 2025-06-30 Name: Kulturhaus (ehem. Pfarrheim) GstNr.: .9/3, 8/5                                                               |
| ja   | Datei hochladen | Rosegger-Denkmal HERIS-ID: 87343 Objekt-ID: 101741                                   | Standort KG: St. Kathrein am Hauenstein                  | Denkmal für Peter Rosegger von Bildhauer Ludwig Hujer (1872–1968). Inschrift (Ottokar Kernstock): Peter Rosegger Das ist Dein schönster Ruhm o Dichter Der Du so viel des Schönen schriebst. Dass Du bei allem Ruhm ein schlichter Getreuer Sohn der Heimat bliebst. | BDA-Hist.: Q37719646 Status: § 2a Stand der BDA-Liste: 2025-06-30 Name: Rosegger-Denkmal GstNr.: 10/12                                                                               |
| ja   | Datei hochladen | Kath. Pfarrkirche hl. Katharina und Kirchhofanlage HERIS-ID: 87321 Objekt-ID: 101717 | Standort KG: St. Kathrein am Hauenstein                  | Die Pfarrkirche steht auf einer Anhöhe über dem Ort. Vom gotischen Bau sind noch der Kern der Langhausmauern sowie der untere Teil des Turmes erhalten. 1712 wurde die Kirche, vermutlich von Remigius Horner, barock umgebaut und erweitert. Nach einem Brand im Jahr 1904 mussten Turm und Schiff teilweise wieder aufgebaut werden. Der Hochaltar aus dem 18. Jahrhundert enthält in der Mitte eine gotische Katharinenstatue aus der Zeit um 1480. | BDA-Hist.: Q37719475 Status: § 2a Stand der BDA-Liste: 2025-06-30 Name: Kath. Pfarrkirche hl. Katharina und Kirchhofanlage GstNr.: .7, 10/3 Pfarrkirche Sankt Kathrein am Hauenstein |